# Puy-Saint-André
Puy-Saint-André est une commune française située dans le département des Hautes-Alpes en région Provence-Alpes-Côte d'Azur. C'est l'une des cinq communes formant la banlieue de l'unité urbaine de Briançon.

## Géographie
Puy-Saint-André est accessible par la route départementale RD 94, depuis Briançon, au nord-est, ou Saint-Martin-de-Queyrières, au sud.
La Durance sert de limite naturelle au sud de Puy-Saint-André. L'ensemble de la commune s'étale dans la vallée du « Torrent de la Chenal » (fiche SANDRE n° X0111200), cours d'eau de 2,6 km, affluent de la Durance. Le sommet de l'Eychauda, dans la « crête de Serre-Chevallier », est le point culminant de la commune, avec 2 645 mètres d'altitude.

### Climat
Pour des articles plus généraux, voir Climat de Provence-Alpes-Côte d'Azur et Climat des Hautes-Alpes.
En 2010, le climat de la commune est de type climat des marges montargnardes, selon une étude du Centre national de la recherche scientifique s'appuyant sur une série de données couvrant la période 1971-2000. En 2020, Météo-France publie une typologie des climats de la France métropolitaine dans laquelle la commune est exposée à un climat de montagne ou de marges de montagne et est dans la région climatique Alpes du sud, caractérisée par une pluviométrie annuelle de 850 à 1 000 mm, minimale en été.
Pour la période 1971-2000, la température annuelle moyenne est de 7 °C, avec une amplitude thermique annuelle de 17,5 °C. Le cumul annuel moyen de précipitations est de 778 mm, avec 7,6 jours de précipitations en janvier et 7 jours en juillet. Pour la période 1991-2020, la température moyenne annuelle observée sur la station météorologique de Météo-France la plus proche, « Villar St Pancrace », sur la commune de Villar-Saint-Pancrace à 2 km à vol d'oiseau, est de 8,8 °C et le cumul annuel moyen de précipitations est de 636,0 mm.
La température maximale relevée sur cette station est de 36,2 °C, atteinte le 23 août 2023 ; la température minimale est de −18 °C, atteinte le 5 février 2012,,.
Les paramètres climatiques de la commune ont été estimés pour le milieu du siècle (2041-2070) selon différents scénarios d'émission de gaz à effet de serre à partir des nouvelles projections climatiques de référence DRIAS-2020. Ils sont consultables sur un site dédié publié par Météo-France en novembre 2022.

## Urbanisme

### Typologie
Au 1er janvier 2024, Puy-Saint-André est catégorisée commune rurale à habitat dispersé, selon la nouvelle grille communale de densité à 7 niveaux définie par l'Insee en 2022.
Elle appartient à l'unité urbaine de Briançon, une agglomération intra-départementale dont elle est une commune de la banlieue,. Par ailleurs la commune fait partie de l'aire d'attraction de Briançon, dont elle est une commune de la couronne,. Cette aire, qui regroupe 15 communes, est catégorisée dans les aires de moins de 50 000 habitants,.

### Occupation des sols
L'occupation des sols de la commune, telle qu'elle ressort de la base de données européenne d’occupation biophysique des sols Corine Land Cover (CLC), est marquée par l'importance des forêts et milieux semi-naturels (88 % en 2018), en diminution par rapport à 1990 (97,4 %). La répartition détaillée en 2018 est la suivante : 
espaces ouverts, sans ou avec peu de végétation (35,4 %), milieux à végétation arbustive et/ou herbacée (29,1 %), forêts (23,5 %), prairies (8,9 %), zones urbanisées (2 %), zones agricoles hétérogènes (1,1 %).
L'évolution de l’occupation des sols de la commune et de ses infrastructures peut être observée sur les différentes représentations cartographiques du territoire : la carte de Cassini (XVIIIe siècle), la carte d'état-major (1820-1866) et les cartes ou photos aériennes de l'IGN pour la période actuelle (1950 à aujourd'hui).

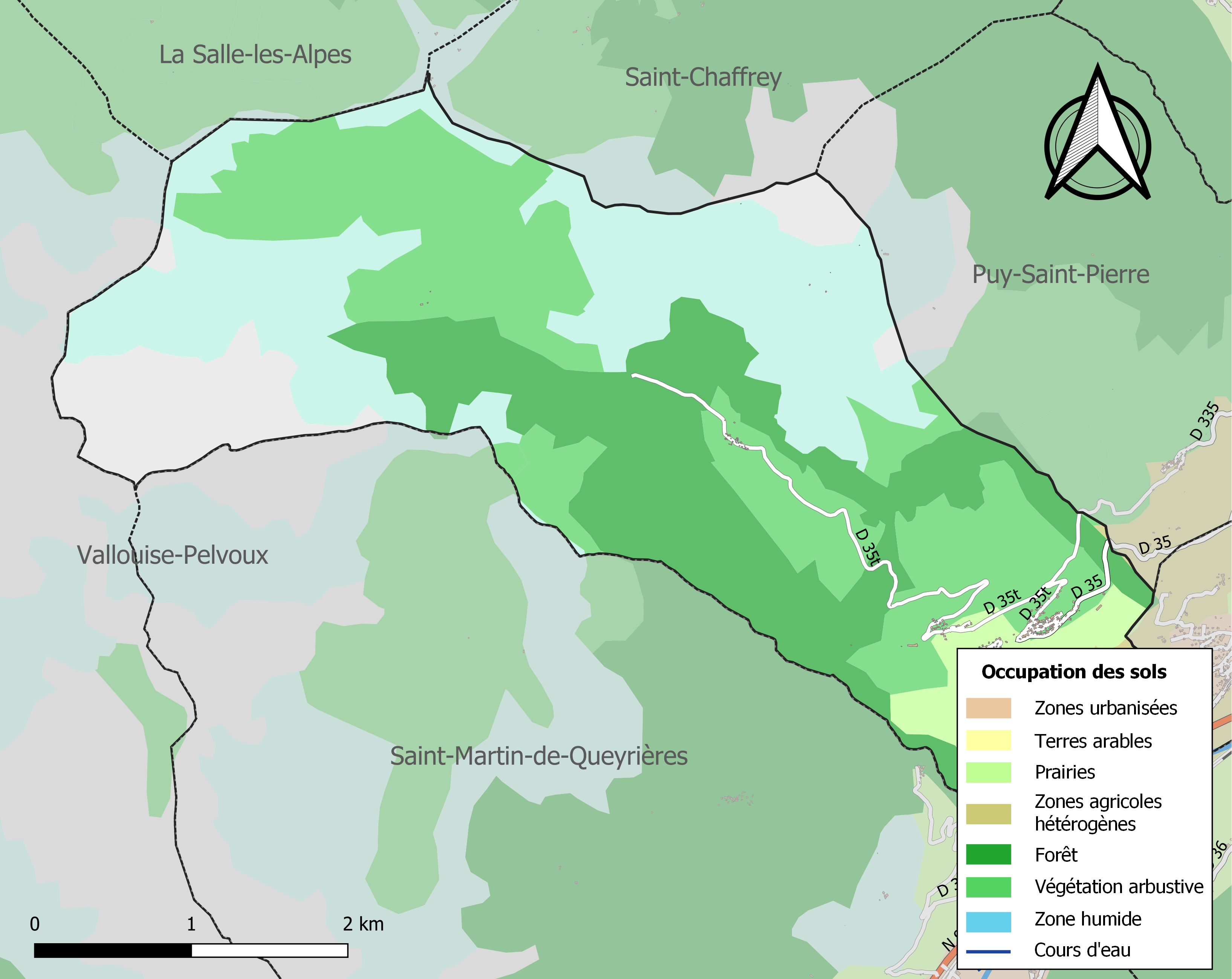
Carte de l'occupation des sols de la commune en 2018 (CLC).

## Toponymie
Le Puy-Saint-André ne formait, au Moyen Age, qu'une seule communauté, de même qu'une seule paroisse, avec le Puy-Saint-Pierre, cette communauté portait le nom d'Universitas Podiorum.
Le nom de la localité est attesté sous la simple appellation Podii (« éminence ») dès 1382 dans les archives de Briançon, Universitas Podiorum, Puy-Brutinel jusqu'en 1456, puis Podium sancti Andreae au XVe siècle.
Puei Sant Andreu en occitan haut-alpin.

## Histoire
Des traces d'habitats anciens, ont été retrouvées près du « glacier de la Combarine », datant de la préhistoire. Comme de nombreuses commune de la région, les romains s'installèrent à Puy-Saint-André. Le village, nouvellement érigé en paroisse, obtient son autonomie municipale en 1456.

## Politique et administration

### Liste des maires
| Période | Période   | Identité                | Étiquette | Qualité                      |
| --- | --------- | ----------------------- | --------- | ---------------------------- |
| Les données manquantes sont à compléter. ((Elu Début= mars 1977 Fin= mars 1981 Identité= Pierre Violin ((Elu Début= mars 1981 Fin= mars 1983 Identité= Christian Barnéoud-Arnoulet ((Elu Début= mars 1983 Fin= mars 1989 Identité= Christian Barnéoud-Arnoulet ((Elu Début= mars 1989 Fin= mars 1995 Identité= Pierre Koller |           |                         |           |                              |
| mars 1995 | mars 2001 | Maxime Barnéoud Rousset |           |                              |
| mars 2001 | mars 2007 | Maxime Barnéoud Rousset |           |                              |
| mars 2007 | mai 2020  | Pierre Leroy            |           | Fonctionnaire de catégorie A |
| mai 2020 | En cours  | Estelle Arnaud,         |           | Profession libérale          |

### Politique environnementale
La réserve naturelle régionale des Partias (réserve naturelle du Vallon des Combes) est intégralement sur la commune de Puy Saint André. Cette réserve de 686 hectares, créée en tant que réserve naturelle volontaire en 1974, est devenue réserve naturelle régionale, en 2009.

## Population et société

### Démographie
L'évolution du nombre d'habitants est connue à travers les recensements de la population effectués dans la commune depuis 1793. Pour les communes de moins de 10 000 habitants, une enquête de recensement portant sur toute la population est réalisée tous les cinq ans, les populations de référence des années intermédiaires étant quant à elles estimées par interpolation ou extrapolation. Pour la commune, le premier recensement exhaustif entrant dans le cadre du nouveau dispositif a été réalisé en 2006.

En 2022, la commune comptait 471 habitants, en évolution de +1,29 % par rapport à 2016 (Hautes-Alpes : +0,4 %, France hors Mayotte : +2,11 %).
| 1793 | 1800 | 1806 | 1821 | 1831 | 1836 | 1841 | 1846 | 1851 |
| ---- | ---- | ---- | ---- | ---- | ---- | ---- | ---- | ---- |
| 456  | 396  | 453  | 484  | 506  | 543  | 575  | 568  | 637  |

| 1856 | 1861 | 1866 | 1872 | 1876 | 1881 | 1886 | 1891 | 1896 |
| ---- | ---- | ---- | ---- | ---- | ---- | ---- | ---- | ---- |
| 631  | 645  | 650  | 608  | 592  | 592  | 571  | 570  | 580  |

| 1901 | 1906 | 1911 | 1921 | 1926 | 1931 | 1936 | 1946 | 1954 |
| ---- | ---- | ---- | ---- | ---- | ---- | ---- | ---- | ---- |
| 591  | 590  | 577  | 513  | 419  | 325  | 272  | 200  | 175  |

| 1962 | 1968 | 1975 | 1982 | 1990 | 1999 | 2006 | 2011 | 2016 |
| ---- | ---- | ---- | ---- | ---- | ---- | ---- | ---- | ---- |
| 123  | 89   | 64   | 197  | 287  | 462  | 464  | 466  | 465  |

| 2021 | 2022 | - | - | - | - | - | - | - |
| ---- | ---- | - | - | - | - | - | - | - |
| 465  | 471  | - | - | - | - | - | - | - |

### Enseignement
Un fondement éducatif était apporté aux habitants du village, en saison hivernale, dès le XVe siècle. Étaient enseignés la lecture, l'écriture, le calcul et le latin. L'école du Puy-Saint-André ayant fermé en 1970, les écoliers de la commune se rendent à l'« école primaire Le Pinet » de Puy-Saint-Pierre, qui regroupe 59 enfants. Elle dépend de l'académie d'Aix-Marseille.

### Santé
Goitre et crétinisme

### Cultes
La paroisse catholique de Puy-Saint-André dépend du Diocèse de Gap et d'Embrun. En plus de l'église paroissiale, cette paroisse dispose de quatre chapelles.

## Culture locale et patrimoine

### Lieux et monuments
Puy-Saint-André compte plusieurs lieux et monuments, liés à l'Histoire de la commune et de la région, : 
- Église paroissiale Saint-André, du XIVe siècle[25],
- Chapelle Saint-Laurent, sur les hauteurs du ruisseau du Tour,

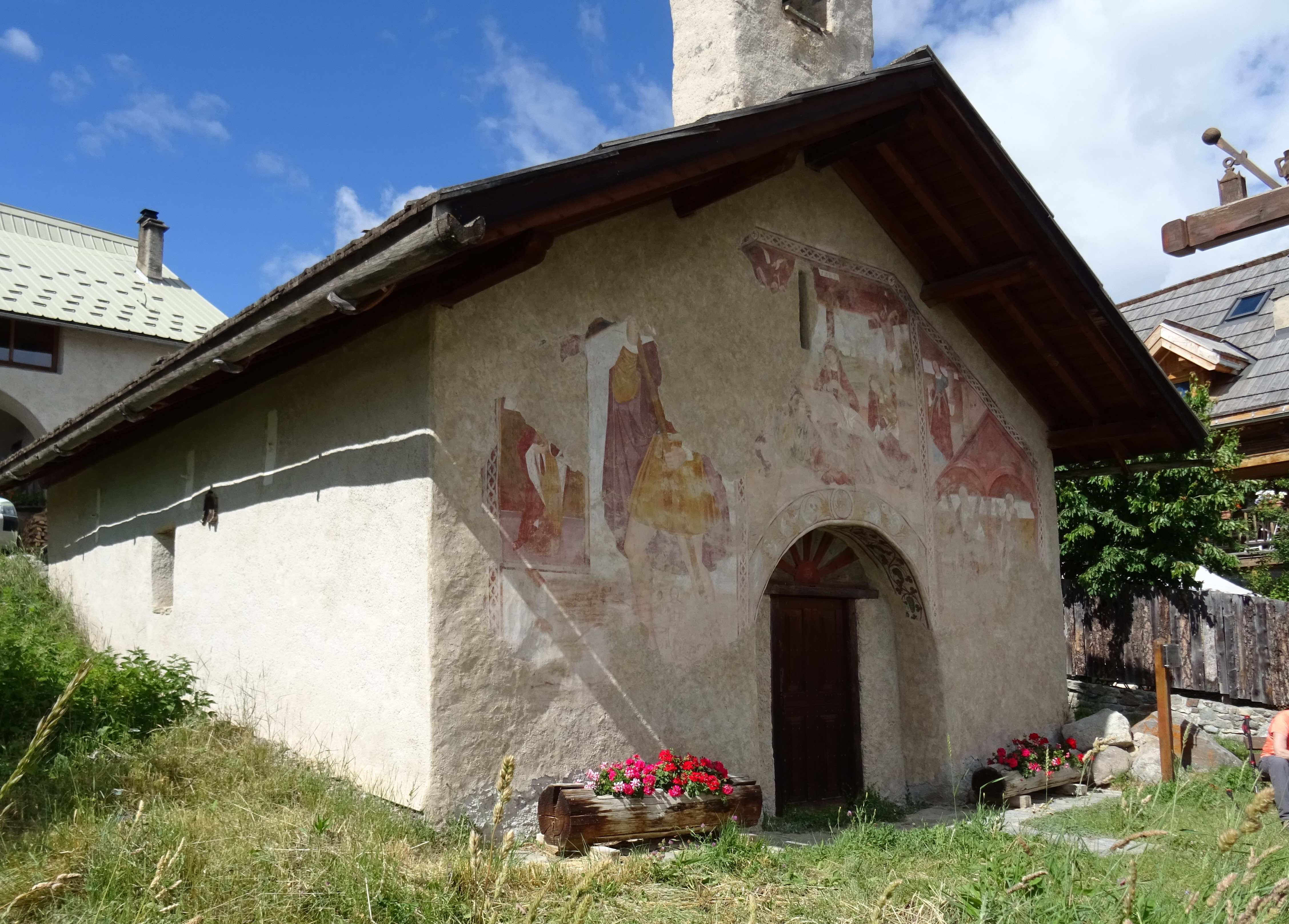
Chapelle Sainte-Lucie, du XVIe siècle, au hameau de Puy-Chalvin,  - chapelle à Puy-Chalvin - Croix devant la chapelle
  - vue sur le chef-lieu de Saint-André
- Chapelle de l'Annonciation de Pierre-Feu,
- Chapelle Saint-Roch des Combes,
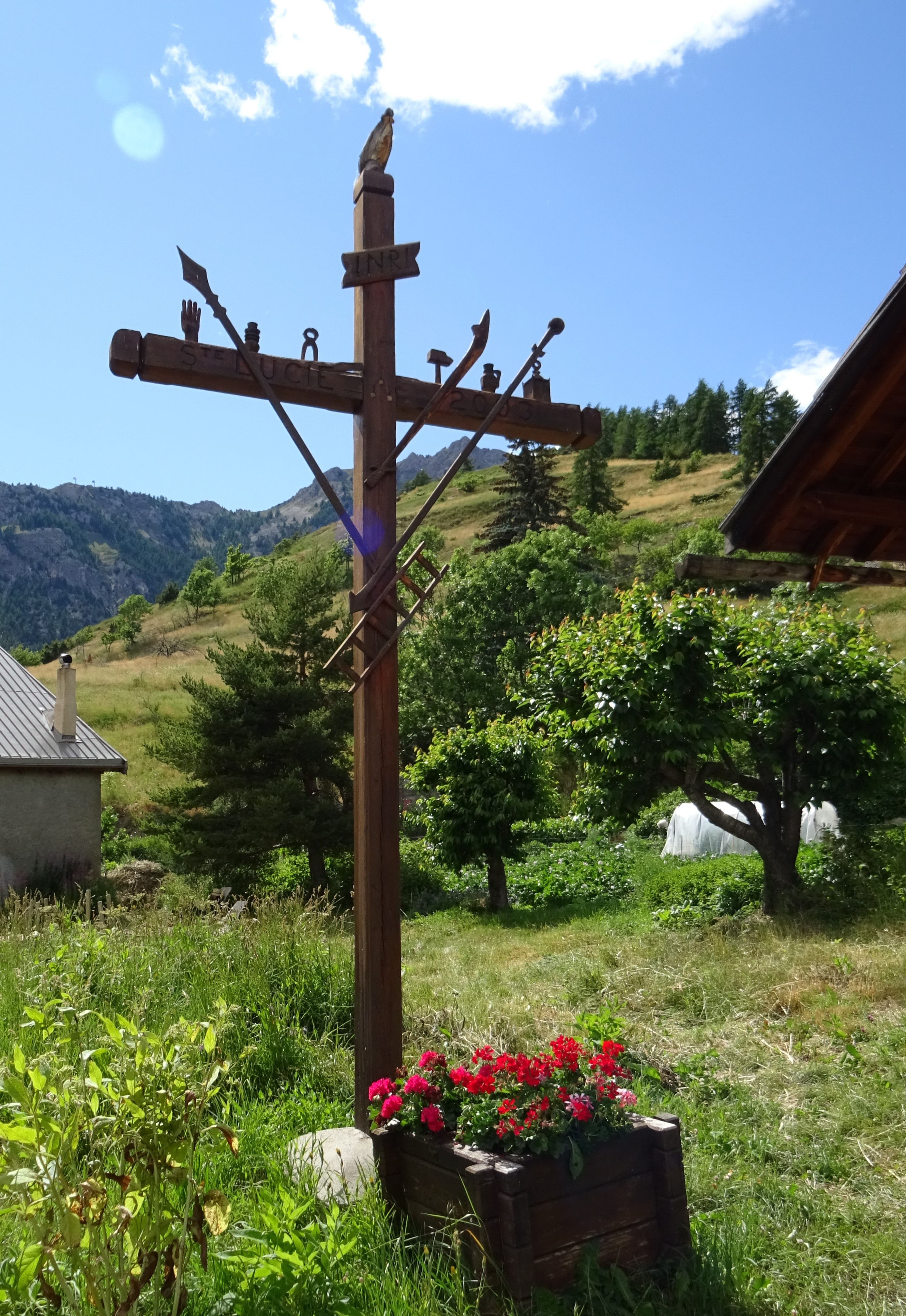
Chapelle Sainte-Philomène de Pont-de-la-Laure,
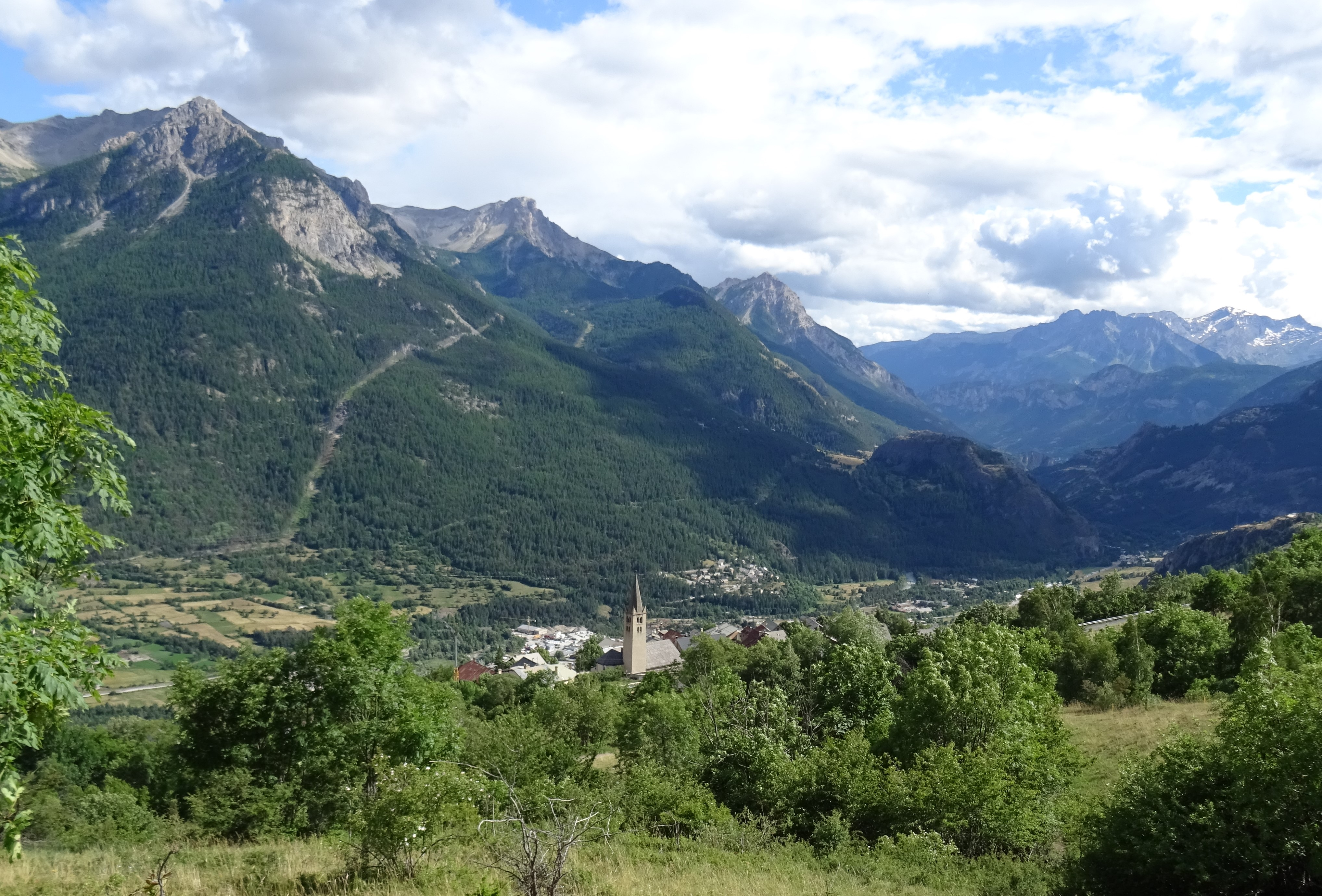
vue sur le chef-lieu de Saint-André

- Chapelle Saint-Jean-Baptiste de Goutaud,
- Chapelle de Puy-Saint-André,
- Plusieurs moulins, le long des divers torrents de la commune,
- La fruitière, coopérative agricole laitière, du début du XXe siècle,
- Les mines, en rive droite du « ravin de Fossa », pour l'exploitation rurale du charbon,
- La Réserve naturelle régionale des Partias, au nord de la commune, et le lac des Partias qu'elle abrite.

### Héraldique
| Blason de Puy-Saint-André | Blason  | D'argent au sautoir de sinople, cantonné de quatre dauphins du même crêtés, barbés, lorés, peautrés et oreillés de gueules. |
| Blason de Puy-Saint-André | Détails | Le statut officiel du blason reste à déterminer.                                                                            |